# Beckii Cruel
Rebecca Anne Flint, (5 de junio de 1995 en Blackpool (Inglaterra (Reino Unido)), más conocida por su nombre artístico Beckii Cruel (ベッキー・クルーエル bekkī.kurūeru?), es una bailarina y cantante de pop. Alcanzó una elevada popularidad en Japón tras subir una serie de vídeos en YouTube en los cuales aparece bailando temas pop y electro pop en su habitación. Es una de las usuarias del portal con más subscipciones en Japón. Su cuenta de YouTube acumula más de 11 millones de visitas y más de 25.000 subscriptores.

## Vida
Flint residió en el territorio histórico de Isla de Man y estudió en la Escuela de Gramática Ramsey (Ramsey Grammar School). Hija de un policía y de una instructora de baile, Flint se interesó por el anime y el manga a la edad de 11 años, cuando empezó a leer Fruits Basket. Comenzó a subir vídeos a YouTube bajo el nombre de "xBextahx" (de un apodo que tenía de pequeña) bailando temas musicales pop y canciones de caricaturas, añadiendo algo de coreografía propia. En noviembre de 2008, subió un vídeo suyo bailando un tema musical llamado Danjo, el cual es un popular meme de Internet. Su vídeo de YouTube fue subido adicionalmente a un website de streaming de vídeo llamado "Nico Nico Douga", donde se empezó a formar su grupo de fanes.
Según los medios japoneses, Flint fue aclamada como "la nueva Leah Dizon". Su look e intereses en vestirse como sus personajes favoritos de caricaturas japonesas la hizo popular entre los fans japoneses por ser una moé idol. A pesar de esto, durante una conferencia de prensa, comunicó a los medios que tenía en cuenta que su edad y su look podría atraer un tipo de atención inadecuada desde Internet, tal como le avisó su padre.

## Carrera artística

### 2009: el comienzo
Flint fue promocionándose mediante media docena de campañas de marketing antes de decidirse a lanzar su propia marca, "Life Is So Cruel, Ltd.", en agosto de 2009. Dándose a conocer ya como "Beckii Cruel", viajó a Japón donde tuvo la oportunidad de actuar con Taro en Akihabara. A pesar de que Beckii ya tenía experiencia en el baile, habiendo dado clases de ballet durante la mayor parte de su vida, tuvo que atender a clases de canto. Empezó a buscar consejo de Dave Holland, y, según su padre, "trabaja con el al menos una vez a la semana".
El 4 de noviembre de 2009, lanzó dos CD Indie, titulados "No, Upper Matsuri" (の、アッパー祭 No, Appā Matsuri?) y "No, Ballad Matsuri" (の、バラード祭 No, Barādo Matsuri?) como parte de la serie de CD "No, Matsuri" (の、祭り?).
Lanzó su primer DVD como idol, llamado "This is Beckii Cruel!", el 9 de diciembre de 2009. Debutó como número 8 de las listas de ventas de DVD en Japón.

### 2010: Cruel Angels y su debut discográfico
En octubre de 2009, Beckii visitó Japón y formó un grupo llamado "Cruel Angels" junto con una compañera de estudios francesa de 18 años, conocida por su nombre artístico Sarah Cruel de Lyon, y una estudiante de 13 años nacida en Portsmouth conocida por su nombre artístico Gemma Cruel. El grupo firmó con Tokuma Japan Comunications, donde lanzaron su primer single "Tsubasa wo Kudasai" (翼をください lit. "Please Give Me Wings"?), el 10 de febrero de 2010. El 14 de febrero de 2010, apareció en directo en Lazona Kawasaki Plaza (un centro comercial), en Shibuya, Tokio, para promocionar su primer sencillo.

## Lanzamientos

### CD
- "No, Upper Matsuri" (の、アッパー祭 No, Appā Matsuri?) (4 de noviembre de 2009)
- "No, Ballad Matsuri" (の、バラード祭 No, Barādo Matsuri?) (4 de noviembre de 2009)
- "Tsubasa wo Kudasai" (翼をください lit. "Please Give Me Wings"?) (10 de febrero de 2010)

### DVD
- This is Beckii Cruel (Edición Limitada) (9 de diciembre de 2009)